# Mathewsoconcha
Mathewsoconcha är ett släkte av snäckor. Mathewsoconcha ingår i familjen Helicarionidae.
Kladogram enligt Catalogue of Life:
| Mathewsoconcha | \| \| Mathewsoconcha albocincta \| \| \| \| \| \| Mathewsoconcha belli \| \| \| \| \| \| Mathewsoconcha compacta \| \| \| \| \| \| Mathewsoconcha elevata \| \| \| \| \| \| Mathewsoconcha microstriata \| \| \| \| \| \| Mathewsoconcha phillipii \| \| \| \| \| \| Mathewsoconcha suteri \| \| \| \| \| \| Mathewsoconcha vexillum \| \| \| \| |
|                | \| \| Mathewsoconcha albocincta \| \| \| \| \| \| Mathewsoconcha belli \| \| \| \| \| \| Mathewsoconcha compacta \| \| \| \| \| \| Mathewsoconcha elevata \| \| \| \| \| \| Mathewsoconcha microstriata \| \| \| \| \| \| Mathewsoconcha phillipii \| \| \| \| \| \| Mathewsoconcha suteri \| \| \| \| \| \| Mathewsoconcha vexillum \| \| \| \| |
|                | Mathewsoconcha albocincta |
|                | |
|                | Mathewsoconcha belli |
|                | |
|                | Mathewsoconcha compacta |
|                | |
|                | Mathewsoconcha elevata |
|                | |
|                | Mathewsoconcha microstriata |
|                | |
|                | Mathewsoconcha phillipii |
|                | |
|                | Mathewsoconcha suteri |
|                | |
|                | Mathewsoconcha vexillum |
|                | |